# Plantes par nom scientifique
Avertissement : certains de ces articles sont largement incomplets, n'hésitez pas à les améliorer

## Plantes à graines (angiospermes + gymnospermes)
Listes par écozone des espèces par nom scientifique et par ordre alphabétique :
- Écozone paléarctique : plantes à graines par nom scientifique
- Écozone australasienne : plantes à graines par nom scientifique
- Écozone indomalaise : plantes à graines par nom scientifique
- Écozone néarctique : plantes à graines par nom scientifique
- Écozone afrotropicale : plantes à graines par nom scientifique
- Écozone néotropicale : plantes à graines par nom scientifique
- Écozone océanienne : plantes à graines par nom scientifique

Note : Les cactus sont dans la zone néotropicale.

## Ptéridophytes et Bryophytes
- Écozone australasienne : plantes à spores par nom scientifique
- Écozone indomalaise : plantes à spores par nom scientifique
- Écozone néarctique : plantes à spores par nom scientifique
- Écozone afrotropicale : plantes à spores par nom scientifique
- Écozone néotropicale : plantes à spores par nom scientifique
- Écozone océanienne : plantes à spores par nom scientifique